# أكو كامو
أكو كامو (اليابانية:加 茂 あ こ كامو أكو، من مواليد عام 1997) عارضة أزياء وحاملة لقب ملكة جمال والتي توجت بمسابقة ملكة جمال اليابان للكون 2019. وستمثل بلدها اليابان في مسابقة ملكة جمال الكون 2019.

## النشأة والتعليم
ولدت كامو ونشأ في مدينة تاكاروكا بمقاطعة هيوغو. درس العديد من الفنون المسرحية منذ الطفولة، بما في ذلك الباليه، رقص الجاز، الجمباز ودروس الرسم. وقد أدى هذا إلى حساسية الغنية. بالإضافة إلى ذلك، منذ أن كنت طالبًا في مدرسة ابتدائية، بدأت في تنمية روح الخدمة من خلال الأنشطة الخيرية.
بعد ارتيادها مدرسة كوباياشي سيشين الثانوية للبنات، التحق بقسم الأدب الإنجليزي والترجمة في جامعة كوبي جوغاكوين. درست كامو أيضًا الإنتاج الإعلامي وفنون الأداء كطالبة تبادل في كلية الافتراض في سان لورينزو في مدينة ماكاتي في الفلبين.

## تتويج باللقب
انضمت كامو إلى مسابقة  ملكة جمال اليابان للكون 2019 التي أقيمت في طوكيو في 22 أغسطس 2019. كانت الفائزة في المسابقة وتُوجت ملكة جمال اليابان 2019. من قبل المدير الوطني وملكة جمال الكون اليابان 2008 هيروكو ميما. بصفتها ملكة جمال يونيفرس اليابان، ستمثل كامو اليابان في مسابقة ملكة جمال الكون 2019.

## روابط خارجية
- Miss Universe Japan Official Website
- أكو كامو على إنستغرام

| الجوائز و الإنجازات | الجوائز و الإنجازات          | الجوائز و الإنجازات |
| ------------------- | ---------------------------- | ------------------- |
| سبقه يومي كاتو      | ملكة جمال الكون اليابان 2019 | تبعه يحدد لاحقا     |